# 土屋亜有子
土屋 亜有子（つちや あゆこ、1977年7月3日 - ）は、日本の女性歌手、声優。旧芸名は芳本 麻有。

## 人物
- 『エメラルドドラゴン』イメージソング「輝く記憶の中に…」（当時は芳本麻有名義）ドラマCDに収録されたテーマソングのシングルカット版としてCDリリース。
- その後アニメ声優雑誌『声優グランプリ』誌上オーディションにて歌手・声優部門のWグランプリを受賞し『あと少し…』をリリース。
- ゲームの主題歌や自作のオリジナルソングを中心に活動を展開。さらに声優としても『 銀河鉄道999 for PLANETARIUM』のヒロイン・ナナミユマ役で声優デビュー。さらに松本零士の新作『ユマの物語』では主人公ユマを熱演。
- 台湾ゲーム業界初の日本人歌手として台湾・韓国でも活動。
- 「カガクノトビラ」を中心とした天文科学やプラネタリウム関連の作品、イベントに多数出演中。Webラジオ『アストロラジオ』ではパーソナリティをつとめる。
- 2018年9月30日、THREETREEを離れ[1]、フリーとなる。2018年11月1日よりPONTEに所属していた[2]。

## 出演
太字はメインキャラクター。

### テレビアニメ
- RAGNAROK THE ANIMATION（2004年、テンペストラ）

### OVA
- みちるレスキュー

### ゲーム
- 続・御神楽少女探偵団〜完結編〜（1999年、野上糸）
- ダイイングライト2 ステイヒューマン（2022年）
- 俺たちの戦いはこれからだ! episode 2（2022年、シェイレン[3]）

### 吹替え
- マイ・ヒーリング・ラブ〜あした輝く私へ〜

### ドラマCD
- Sweet Dragon III（2002年、ピアン）
- 日本民話シリーズ ボイスドラマCD 乙姫様のネコ（2016年）
- 日本民話シリーズ ボイスドラマCD 祖母の日本人形（2017年）

#### ラジオドラマ・ボイスドラマ
- ユマの物語 Symphony No.V（2004年、ナナミ・ユマ）
- 聴くanime『彼岸のオルカ』（2022年、尼寺畑[4]）

### プラネタリウム作品
- 銀河鉄道999 for PLANETARIUM（2002年、ナナミ・ユマ）
- ソラのムコウ（佐々木美星）
- 星介のハイパー宇宙探険記〜ブラックホールからの大脱出！〜（AI）

### ナレーション
- 星空バスガイド
- ステラナビゲータ10 ビデオマニュアル
- カガクノトビラ ドキュメンタリーシリーズ Vol.01「Message from GALILEO〜彼方からの声」（2009年）

### ラジオ
- 土屋亜有子のあゆあゆっくり
- 土屋亜有子のAre you Happy?
- アユとセシルのミッドガルドへようこそ！
- アストロラジオ
- コウノイチロウのアートハート倶楽部（クローバーラジオ）

### WEBテレビ
- Ah! Cha!! テレビ屋（YouTube・アートハート倶楽部チャンネル） - コウノイチロウと共に司会

### 舞台
- 朗読劇「オズの西遊記」（グリニーダ）
- ドリームレスキュー・言うことナース！〜いちもにもなくエピソード3〜（声の出演）

## ディスコグラフィ

### シングル
| 枚  | 発売日         | タイトル                 | c/w                    | 規格品番   |
| --- | -------------- | ------------------------ | ---------------------- | ---------- |
| 1st | 1995年7月26日  | 甦る伝説/輝く記憶の中に… | -                      | DPDX-5018  |
| 2nd | 1999年12月23日 | あと少し…                | 「君だから」           | AZDA-10001 |
| ※   | 2001年2月16日  | Brave 〜勇気を信じて     | 「蒼き月、紅き大地に」 | TRCD-10015 |
| 3rd | 2002年12月21日 | 永遠に…Love Forever      | 「あと少し…」          |            |
| 4th | 2007年10月31日 | たとえば きっと          |                        |            |

### アルバム
| 枚   | 発売日         | タイトル         | 規格品番 |
| ---- | -------------- | ---------------- | -------- |
| 1st  | 2003年12月26日 | メッセージ       |          |
| ミニ | 2011年1月1日   | 祈り星、願い星。 |          |

### 参加作品
| 発売日        | 商品名                                  | 楽曲                 | 備考 |
| ------------- | --------------------------------------- | -------------------- | ---- |
| 2001年9月14日 | Animum Saxis ボーカルコレクション vol.1 | 「涙よ、静かに眠れ」 |      |
| 2006年3月29日 | ユマの物語 Symphony No.V                | 「時の輪の物語」     |      |
| 2006年3月29日 | カガクノトビラ                          | 「幸せの☆」          |      |

- Sky to Sky
- あなたのそばで
- TWINKLE STAR
- 「水の呪文」
  - ドラマCD『Sweet Dragon III』エンディング
- 「明日に今」『奇蹟花園』サウンドトラックフ
- 「運命の絆」『蕩神誌』テーマソング
- ゲーム「龍狼伝」エンディング「いつまでも〜君のために」